# Développement de The Elder Scrolls IV: Oblivion
Le développement de The Elder Scrolls IV: Oblivion est lancé en 2002, immédiatement après la parution de son prédécesseur, The Elder Scrolls III: Morrowind. Les rumeurs concernant une suite à Morrowind commencent à circuler en juin 2004, puis le titre est finalement révélé le 10 septembre 2004, date de son annonce officielle. Oblivion est développé par Bethesda Game Studios, et les versions initiales pour Xbox 360 et PC sont coéditées par Bethesda et Take-Two Interactive, via sa filiale 2K Games. D'après des employés de Bethesda, la relation éditeur-développeur, l'une des rares relations indépendantes de l'industrie, fonctionne bien ; et Bethesda ne subit pas de trop importantes directives. Originellement annoncé pour le 22 novembre 2005, Oblivion est finalement reporté et publié le 21 mars 2006 sur Windows et Xbox 360.
Les développeurs travaillant sur Oblivion cherchent à fournir une histoire plus solide, avec moins de quêtes futiles, et des personnages plus travaillés. Ils souhaitent rendre les informations sur le monde virtuel plus accessibles aux joueurs, pour faciliter l'immersion dans le jeu. Oblivion utilise une intelligence artificielle améliorée (Radiant AI, produite par Bethesda), un moteur graphique avancé (Havok) et des graphismes impressionnants, prenant avantage des possibilités d'éclairage et d'ombrage du high dynamic range rendering (HDR) et du specular mapping. Bethesda développe et implémente également un outil de création procédurale pour créer le monde d'Oblivion, améliorant grandement la qualité des paysages, plus complexes et réalistes que ceux des précédents titres, réduisant ainsi la charge de travail des employés de Bethesda.
La version sur PlayStation 3 d'Oblivion est mise en vente le 20 mars 2007 en Amérique du Nord, et le 27 avril 2007 en Europe, à cause de délais similaires à ceux de sortie des autres versions. La version PlayStation 3 est vantée pour ses améliorations graphiques par rapport éditions PC et Xbox 360, malgré le fait que certaines de ces améliorations furent ultérieurement ajoutées par des patchs. Un projet de vente de contenu additionnel via téléchargement par micropaiement se heurte tout d'abord à des critiques du fait de la faible valeur ajoutée, mais rencontrera plus tard, à prix moindre et avec plus de contenu, un certain succès.

## Développement commercial

### Rumeurs et annonces officielles
Les premières rumeurs concernant un autre Elder Scrolls après The Elder Scrolls III: Morrowind commencent à circuler en juin 2004, à la suite d'un e-mail de Bethesda annonçant rechercher de nouveaux employés. Ces nouveaux salariés devaient intégrer une équipe chargée de repousser « les limites du développement de jeux de rôles pour PC et pour les consoles de future génération ». Pour les candidats à l'offre, l'e-mail suggérait que « les connaissances de... The Elder Scrolls [étaient] un plus ». Sur le moment, un employé de Bethesda minimise l'importance de ce dernier élément, indiquant que Bethesda allait « naturellement » préférer les candidats familiers avec les produits de l'entreprise. 
Les rumeurs sont confirmées le 12 juillet 2004, à l'annonce de Fallout 3, et du prochain Elder Scrolls qui seront publiés par Bethesda et produits par Todd Howard. Le titre du nouvel opus est affiché le 10 septembre 2004, quand Bethesda annonce officiellement l'identité du jeu en question : The Elder Scrolls IV: Oblivion, suivi d'un aperçu dans l'édition d'octobre 2004 de Game Informer,. Au moment de l'annonce, Bethesda travaillait déjà sur Oblivion depuis deux ans (soit depuis 2002), alors que la conception de Morrowind s'achevait,.

### Report de parution
Alors que les premières annonces de Reuters suggéraient qu'Oblivion paraîtrait en parallèle au lancement de la Xbox 360 le 22 novembre 2005 et que l'annonce originale du jeu prévoyait une mise en vente à l'hiver 2005, Take-Two Interactive annonce lors d'une conférence téléphonique avec des analystes le 31 octobre 2005 que la publication d'Oblivion serait reportée au deuxième trimestre de son année fiscale. Ce nouveau planning situe le lancement entre février et avril 2006. Ce retard en surprend beaucoup, en particulier les vendeurs en ligne, qui avaient commencé à prévendre des offres combinant les consoles avec le jeu. L'annonce du report de date arrive au mauvais moment pour l'entreprise, qui faisait face à plusieurs difficultés, dont la controverse autour du mini-jeu Hot Coffee, les moins bonnes ventes de son jeu phare, Grand Theft Auto: San Andreas, et une soudaine chute des valeurs en bourse.
La plupart des commentateurs accusent Take-Two de mauvaise gestion d'entreprise ; un analyste déclare que ces difficultés « affectent plus l'entreprise elle-même que le marché », et un autre déclare que le directeur Paul Eibeler est le « pire DG de 2005 », et que ses « déboires dans les lancements de nouveaux jeux » sont une preuve de son incompétence. Pete Hines, le vice-président chargé des relations publiques et du marketing pour Bethesda, et Todd Howard, producteur exécutif du jeu, donnent des informations sur la nouvelle date le week-end du 6 novembre 2005. Ils prévoient de donner des nouvelles chaque week-end jusqu'à la sortie du jeu. Un commentateur de Joystiq se plaint de ces annonces qu'il juge vagues : « Ils feraient mieux de dire qu'il reste encore du travail à accomplir. Ils ne font que répéter trois fois que ce sera difficile de donner une date de sortie... [...] si ces annonces continuent d'être aussi vagues, autant qu'ils consacrent leur temps à finir le jeu ».

### Présentations du produit

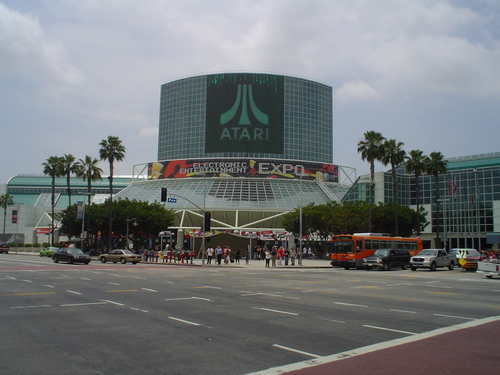
Le Los Angeles Convention Center, où l'Electronic Entertainment Expo (E3) est organisé.

Le 16 mai 2005, Bethesda annonce Oblivion sur console Xbox 360 de Microsoft, ainsi que les premiers aperçus du jeu à l'Electronic Entertainment Expo de Los Angeles le 18. La version présentée à l'E3 est assez aboutie, et l'essentiel du jeu est présent. Il ne manque plus que les finitions à apporter dans les derniers mois de développement. Le monde du jeu, par exemple, est déjà totalement en place, mais nécessite encore une « couche de désordre », qui sème les petits objets, tels que les « livres, armes et centaines de fourchettes et d'assiettes ».
À la présentation de la conférence de Microsoft à l'E3, une démonstration de dix secondes de Oblivion est diffusée parmi d'autres démos de jeux. Cet aperçu consiste en une série de captures d'une seconde du jeu. Plus tard, pendant l'E3, Bethesda montre une vidéo plus longue de 25 minutes montrant plusieurs scènes : l'ouverture d'un donjon, une forêt créée procéduralement, l'une des villes du jeu, et d'autres lieux,. La plupart des spectateurs sont impressionnés par ces aperçus d'Oblivion. Un journaliste commente : « The Elder Scrolls IV: Oblivion n'est pas juste l'un des plus beaux joyaux de la future Xbox 360, mais aussi un parfait exemple de jeux de rôle de la nouvelle génération ». Oblivion gagne plusieurs prix de « best of » d'une grande variété de journalistes spécialisés : « RPG du show » par GameSpy, « meilleur RPG » par GameSpot, « meilleur RPG sur PC » par IGN, « meilleur jeu de l'E3 2005 » de RPGFan, et le plus prestigieux « meilleur jeu de rôle de l'année » par les juges du festival.
Une version quasi définitive d'Oblivion est présentée ensuite en janvier 2006 dans la tante de presse du Consumer Electronics Show de Microsoft, et non au stand public de la Xbox 360. Un chroniqueur de Joystiq sur place n'était pas vraiment impressionné, trouvant que la démo était gâchée par de longs chargements et des ralentissements durant les combats. Un représentant de Xbox le rassure en disant que ces problèmes seraient résolus avant la sortie définitive du jeu. Dans les mois précédant la mise en vente, les prédictions sur le jeu se multiplient, en particulier les descriptions de critiques qualifiant Oblivion de « premier jeu de nouvelle génération ». Hines explique plus tard : « Les gens attendaient que le jeu soigne les aveugles et guérisse les malades ».

### Sortie sur Xbox 360 et PC
Après un délai de près de quatre mois, Oblivion est finalisé le 2 mars 2006, et mis en vente sur Windows et Xbox 360 le 21 du même mois. Contrairement aux premières rumeurs, Oblivion tient sur un seul DVD double couches. Un journaliste s'inquiète que le jeu sorte la même semaine qu'un titre d'EA games, The Godfather. Hines lui répond « Nous avons tendance à nous concentrer sur ce que nous pouvons contrôler, et nous ne nous faisons pas de souci pour ce que nous ne pouvons pas contrôler. Étant donné le niveau actuel d'attention pour le jeu et le nombre de précommandes, nous savons déjà que ce sera très bien, qu'importe ce qui arrivera cette semaine ». Oblivion est le premier jeu de rôle publié sur la Xbox 360. En plus de la version simple, une édition collector est publiée sir les versions Windows et Xbox 360, incluant un Guide de poche pour l'empire de 112 pages ; un DVD bonus contenant des concept-arts, des rendus, et un documentaire d'environ 45 minutes sur la conception d'Oblivion ; ainsi qu'une réplique de pièce de la monnaie de Tamriel. Le prix de vente suggéré de 69,99 $ rappelait les « prix de jeux de la Nintendo 64 » pour un commentateur de Kotaku. D'autres suggèrent que la pièce incluse pouvait servir à se faire un bijou bling-bling.
Oblivion est bien accueilli par la presse spécialisée ; il n'y a eu ni déception ni flop du côté public, comme cela arrive souvent pour des jeux si attendus. Metacritic, un site d'agrégation de critiques, lui attribue une moyenne générale de 94 % ; IGN, GameSpot et GameSpy accordent chacun au jeu leur propre prix du « RPG de l'année ». Oblivion est également très bien vendu, avec déjà 1,7 million d'exemplaires le 10 avril 2006. Le 18 janvier 2007, le total d'exemplaires vendus s'élève à trois millions. Pete Hines est satisfait de cette sortie : « je sens qu'on a fait ce que Ies gens attendaient... ».

### Sortie sur PlayStation 3
La version PlayStation 3 du jeu est portée par 4J Studios, qui avait déjà travaillé avec Bethesda sur d'autres projets. En avril 2006, une version émaillée de la liste des jeux de Bethesda supposés sortir prochainement commence une série de rumeurs sur des sorties d'Oblivion sur PlayStation 3 et sur PlayStation Portable (PSP). La liste suggère qu'Oblivion fera partie des jeux sortant en parallèle à la PlayStation 3, et que la version sur PSP sortirait en novembre. Ces rumeurs sont confirmées le 28 septembre 2006, à l'annonce officielle des jeux par Bethesda, fixant la sortie PlayStation 3 en Amérique du Nord à novembre 2006, en Europe en mars 2007, et la PSP au printemps 2007. Les deux titres seraient publiés par Bethesda uniquement en Amérique du Nord, et en coédition avec Ubisoft en Europe,.  Ubisoft voit ses ventes du premier trimestre 2007 augmenter de 90,5 %, à 134 millions d'euros, excédant les précédentes estimations à 14 millions. Le PDG d'Ubisoft, Yves Guillemot attribue cette augmentation à la « nouvelle génération de consoles et à l'impact des ventes de jeux pour PlayStation 3, en particulier Rainbow Six Vegas et Oblivion ».
En dépit de l'annonce du titre pour une sortie en parallèle à celle de la PlayStation 3, comme sur la liste officielle de Sony à son Gamers' Day de San Francisco, les vendeurs en ligne EBgames.com et Gamestop.com - connus pour révéler les dates de sorties avant leur annonce officielle - avaient déjà indiqués, le 8 novembre 2006, une sortie d'Oblivion pour le premier janvier 2007. Quelques heures plus tard, le report de date est confirmé, et Peter Hines présente un communiqué indiquant qu'« Oblivion sur PS3 sera en vente au premier trimestre 2007 ». Hines ne donne pas de raison à ce retard, mais les médias relayent des suspicions de difficultés de portage sur la PlayStation 3, et que Bethesda était découragé par la rareté des consoles PlayStation 3 au moment du lancement. La sortie nord-américaine sur PS3 est ultérieurement confirmée pour le 20 mars 2007, à la fin du trimestre, et une sortie européenne pour le 27 avril 2007. Quelques reporters soulignent un certain parallélisme entre les lancements des versions pour Xbox 360 et PlayStation 3,.
Le vendeur britannique GAME eut des difficultés le jour de la sortie publique en Europe. Une boutique sur Oxford Street rapporte à Computer and Video Games (CVG), un magazine spécialisé, n'avoir aucun jeu en stock l'après-midi du 27 avril 2007, et que d'autres magasins étaient dans la même situation. D'autres rapports suggèrent que le jeu ne serait disponible dans aucun des 400 points de vente de GAME au Royaume-Uni et en Irlande. Leurs employés annoncent toutefois à CVG que des exemplaires seraient disponibles la semaine suivante, « sûrement lundi ». Un porte-parole d'Ubisoft attribue cette pénurie à la très forte demande, et déclare que d'autres magasins étaient mieux approvisionnés, et que les jeux étaient aussi disponibles en ligne. Les autres revendeurs, comme HMV et Virgin Megastore, ne font état d'aucune difficulté.

## Production et conception

### Équipes
En 2002, l'équipe Elder Scrolls de Bethesda est divisée en deux : une première moitié, majoritairement composée de designers et d'artistes, sont affectées au travail sur les extensions de Morrowind ; et le reste, principalement des programmateurs, se met au développement de la technologie d'Oblivion. Ken Rolston, un designer ayant travaillé sur Morrowind, est promu lead designer du jeu. Les codes pour PC et Xbox 360 sont à peu près interchangeables, du fait de leur architecture similaire, mais l'équipe devait tout de même être encore séparée selon les deux consoles. Un petit groupe de personnes connaisseuses en développement sur plateformes Sony comme la PlayStation 2 travaillent à l'optimisation du code pour la version PlayStation 3. Les équipes d'artistes et e designers ne sont quasiment pas affectés par la différence des consoles.

### Relations avec l'éditeur
Le 3 février 2005, Bethesda signe un accord avec Take-Two Interactive pour la publication et le lancement d'Oblivion. Cet accord prévoyait que Bethesda garderait le contrôle total sur le développement du jeu, et les droits sur toute suite possible, et que Take-Two publierait le jeu sous sa nouvelle marque 2K Games. D'après le producteur Gavin Carter, ce type d’expérience est très rare dans l'industrie ; très peu de relations entre un développeur et un éditeur indépendant existent encore, et c'était une surprise que cela fonctionne si bien. Carter décrit Take-Two comme ayant été d'une interférence minimale, et qu'elle laissa largement les équipes de  Bethesda tranquilles, leur faisant confiance pour produire un "produit fantastique" sans heurts. Cette relation est exceptionnelle dans ce domaine, où les développeurs appartiennent le plus souvent à leur éditeur. Ashley Cheng, le producteur sénior d'Oblivion y participa. Bethesda a la « totale liberté complète » de choisir son propre chemin, qu'importe les tendances du marché. 
Vis-à-vis des procédures légales affectant la maison mère de Bethesda, ZeniMax Media, pendant la première période du développement ; quand le fondateur de Bethesda, Christopher Weaver, attaque l'entreprise pour ses indemnités de licenciement, ; Todd Howard explique que, lui, en tant que producteur, ne s'en occupait pas. « Je me concentre juste sur les jeux ».

### Objectifs de conception
Les objectifs de l'équipe étaient, selon les mots de Todd Howard, de « créer la quintessence du jeu de rôle pour les nouvelles générations », avec un focus sur la « combinaison sur le jeu ouvert et des graphiques époustouflants ». En produisant pour des machines nouvelles, plutôt que pour des anciennes améliorées, Bethesda gagna quatre années de développement supplémentaires. Howard décrit cela comme un aspect de l'objectif ultime de Bethesda de « réinvention », où le but de l'équipe est de faire « un nouveau jeu d'un seul tenant, ayant sa propre identité ». Howard parle d'un besoin d'éviter la répétition, d'éviter d'ajouter juste « quelques nouveaux éléments et contenus, et de continuer à faire la même chose », décrivant cette façon de faire comme « un bon moyen de couler ses jeux ». Bethesda, déclare Howard, se concentre plutôt à recréer ce qui a rendu ses précédents jeux excitants « en premier lieu ».
Restant dans l'esprit des anciens titres, Howard promit de garder l'esprit du « grand monde, faites ce que vous voulez », sentant qu'avoir une certaine latitude dans ses choix est nécessaire à rendre un jeu de rôle « sensé » ; mais en gardant toujours des éléments de jeu. Pete Hines vit le développement entre les jeux moins comme une question de conception du jeu que comme « l'amélioration et de la redéfinition du fonctionnement du jeu ». Si les bonnes décisions étaient prises, l'aisance de jeu suivrait. Oblivion inclurait moins de personnages non-joueurs et de quêtes que Morrowind, et surtout moins de tâches stupides, qu'Howard reprochait à l'équipe d'avoir abusé  par le passé. En échange, le producteur Gavin Carter explique plus tard, qu'une plus grande attention serait portée sur la longueur et la profondeur des quêtes, en ajoutant plus de « moyens alternatifs », plus de personnages « à rencontrer, qui aient une vraie personnalité ». Carter dénigre les aspects du jeu s'éloignant trop de l'intrigue principale du jeu. Il déclare que ces éléments n'étaient pas nécessaires, préférant à la place se concentrer sur l'intrigue, sur « le combat contre les seigneurs démoniaques », et que le reste était « tertiaire » et « éloignait » du sujet.
Le rôle du personnage-joueur dans la quête principale est aussi changé. Contrairement aux précédents opus, où le joueur incarnait une sorte d'« élu », Oblivion mettrait en scène un personnage ayant pour mission de « le trouver, le protéger, et l'aider, ». À côté de ça, dans l'opinion de Hines, « la quête principale a des thèmes et des tonalités similaires aux précédents Elder Scrolls », et devrait rester « épique », simplement du fait de la façon dont le jeu a été conçu : avec ouverture d'esprit. L'amélioration de l'aspect de l'expérience, déclare Hines, se fait principalement au travers de l'amélioration générale de la présentation de l'information. Le système ne voulant pas être intrusif quand le joueur veut juste « se balader et explorer le monde en faisant ce qu'il/elle veut », mais dans le cas où le joueur se demanderait ce qu'il faut faire pour retrouver la quête principale, le jeu apporterait une réponse, afin d'éviter la confusion et les temps morts.

### Technologie
La Xbox 360 est définie comme support de base pour Oblivion, étant « la plus facile sur laquelle développer », selon les mots de Pete Hines ; le PC étant plus un « amalgame aléatoire de carte graphique, de RAM et de processeurs » mal « défini ». Comme pour les précédents volumes de la série, Bethesda abandonne les anciens contenus et la technologie pour repartir de zéro. Un nouveau moteur de jeu est conçu, qui rendrait mieux les lumières et ombres complexes, comme le high dynamic range rendering et le specular mapping. Le résultat final est un moteur de jeu formé d'un mélange de technologie « maison » et du moteur Gamebryo de Numerical Design Limited,. Cheng décrit le jeu comme un « shader lourd », prenant avantage des possibilités de rendu pour « le métal, le bois, la pierre, le sang, la peau », ainsi que l'eau, seule utilisation d'un code originellement développé pour Morrowind. En particulier, Oblivion utilise ses propres cartes de normales, cartes diffuses, cartes spéculaires, et cartes parallaxes, qu'Howard décrit comme « une sorte de displacement mapping ». Oblivion emploie Radiant AI, un nouveau système d'intelligence artificielle qui permet aux personnages non-joueurs de réagir dynamiquement et d’interagir avec le monde qui les entoure. Des objectifs généraux comme « manger dans telle ville à 14 heures » leur sont donnés, et les PNJs sont libres de déterminer le moyen d'y parvenir. L'absence de scripts individuels pour chaque personnage permet la construction d'un monde à une bien plus grande échelle que ceux présentés dans les autres jeux, et aide à la réalisation de l'aspect « vivant » du jeu décrit par Todd Howard.
Les fonctionnalités absentes de Morrowind incluent « l'animation totale des visages, la synchronisation labiale et du texte pour tous les dialogues ». Oblivion utilise Havok comme moteur physique, à la suite de Half-Life 2. Havok est utilisé pour la modélisation des représentations de la télékinésie, du vol, des pièges, des chutes, de la paralysie, de l'impact des explosions et du contact entre les flèches et leurs cibles. Les flèches, dans Oblivion, peuvent se ficher dans des objets, et donc influencer leur gravité et leur poids.
L'intégration d'outils de création procédurale permet de concevoir des environnements plus réalistes à une cadence bien plus importante que pour Morrowind. En utilisant la technologie Speed Tree de Interactive Data Visualization, les artistes de Bethesda étaient capables de « générer rapidement des arbres complexes et aux formes organiques assez facilement ». Avec sa « hiérarchie parent/enfant et l'itération des branches de cylindres basiques modifiables », Noah Berry affirme qu'« un arbre tout entier peut être créé en quelques minutes, juste en ajustant des valeurs numériques et des modifications de la courbe de spline ». À la place du terrain lissé artificiellement dans Morrowind, des algorithmes incorporés à l'outil de génération du paysage permettaient la création de « crêtes de montagnes abruptes » rapidement et facilement.

### PlayStation 3
La mouture PS3 apporte un certain nombre d'améliorations techniques sur celle pour Xbox 360 et PC ; les temps de chargement sont réduits, les latences sont réduites et plusieurs bugs sont corrigés. La distance de vue est accrue et de nouvelles ombres sont incluses pour mieux rendre le sol plus rocailleux à la place des surfaces lisses et égales. Le nouveau set d'ombres supprime la différence entre les « détails proches » et les « détails éloignés », empêchant la ligne brute qui les séparait dans les versions précédents. Bethesda refuse d’implémenter SIXAXIS, considérant qu'Oblivion ne se prêtait pas à ce genre de fonctionnalités. Le paquet de contenus additionnels Knights of the Nine est inclus dans le jeu de base, mais pas les autres contenus téléchargeables. Le retard de sortie favorisa le développement de rumeurs sur internet : 1UP.com affirme que le contenu a été retiré à cause des performances limitées de la console, et d'autres sites le relayèrent. Les limites de la mémoire système de la PS3's étaient soupçonnées d'être la cause de baisses de performances.
Dans un article pour IGN, Pete Hines mit au défi les accusateurs, et apporta des raisons à l'absence de l'ensemble du contenu téléchargeable. D'abord, les extensions avaient été retirées pour éviter de donner un avantage aux joueurs de PS3 ; ensuite, les concepteurs du jeu n'étaient pas familiers avec le PlayStation Network Store et les systèmes de distribution de contenu en ligne de Sony, et n'avaient pas encore déterminé la meilleure méthode pour lancer ces extensions. Hines confirma que les améliorations des ombres pour la version PS3 seraient ajoutées aux versions PC et Xbox 360 grâce à des patchs futurs, mais ajouta que certaines améliorations resteraient exclusivement sur la version PS3. Finalement, la Xbox 360 et la PS3 sont « à peu près similaires » vis-à-vis de leurs performances graphiques.

## Contenu téléchargeable

### Fonds d'écrans et armures pour cheval
À partir d'avril 2006, Bethesda commence à sortir des petits packs de contenus téléchargeables sur leur site et via le Xbox Live Marketplace, à des prix entre un et trois  dollars. Le premier paquet, un assortiment d'armures pour les chevaux sorti le 3 avril 2006, pour 200 Marketplace points, soit 2,50 dollars ou 1,50 livre britannique ; la version correspondante pour PC coûtait 1,99 dollar. Bethesda ne fourni aucune raison pour cette différence de prix. Il ne s'agissait pas des premiers produits liés à Oblivion vendu sur le marché : le premier était une série de thèmes et d'images précédents la sortie du jeu, en février 2006. Bethesda avait précédemment annoncé leur intention de compléter la version Xbox avec du contenu téléchargeable, et d'autres éditeurs avaient déjà commencé à sortir des paquets similaires à prix équivalents. En novembre 2005, un Winter Warrior Pack pour le jeu Kameo: Elements of Power était aussi vendu à 200 points de vente, et d'autres paquets étaient prévus pour Project Gotham Racing 3 et Perfect Dark Zero. En effet, les contenus additionnels du marché constituaient une part importante des annonces de mars 2006 de Microsoft concernant le futur du Xbox Live. « Le contenu téléchargeable est l'un des principaux points de la stratégie de Microsoft dans la bataille des consoles nouvelle-génération », avait rapporté un reporter de GameSpot. « Avec plus de consoles mises en vente et 80 jeux disponibles en juin, et tous les contenus additionnels disponibles sur Xbox Live, il n'y a jamais eu de meilleur moment pour acheter une Xbox 360 », annonce Peter Moore. Pete Hines affirme,
« Nous sommes les premiers à avoir fait du contenu téléchargeable comme ça, d'autres avait fait des choses similaires, mais personne n'avait fait du contenu nouveau à l'intérieur d'un jeu préexistant ». Il n'y a pas eu de demande de la part de Microsoft pour que nous le fassions.

### Sorties suivantes
Le 4 avril, deux nouveaux paquets furent annoncés pour les semaines suivantes : la quête "Orrery", où le joueur doit réparer un astrolabe nain ; et la quête "Wizzard's Tower", qui offrirait une nouvelle habitation pour les joueurs, avec la capacité de cultiver des plantes, d'invoquer des Astronachs et de créer des enchantements,. 1UP.com prédit que, étant donné la réponse de Bethesda aux critiques des  joueurs, ces extensions seraient plus substantielles que celles des armures de chevaux. Le 7 avril, Bethesda annonce le prix de Orrery, à 1,89 dollar, et pour la Xbox 360 150 Marketplace points, correspondants à 1,88 dollars. Joystiq apporta son support ("'Big ups'") à l'éditeur pour ce nouveau prix : « même si nous avons laissé passer l'armure pour cheval à 2,50$ cette semaine, nous jouerons certainement avec cet astrolabe quand il arrivera sur le marketplace ». Le paquet est finalement publié le 17 avril. Aussi, le 7 avril, EB Games et GameStop commencèrent à offrir un coupon promettant un téléchargement gratuit du premier paquet pour chaque achat de l'édition PC d'Oblivion. La Tour de mage, appelée Frostcrag Spire dans le jeu, publié le 24 avril pour le même prix.
De nouvelles sorties continuèrent jusqu'à la fin 2006. l'extension Thieves' Den, de 2,27MB permettant de « découvrir le bateau perdu d'un célèbre pirate et de se l'approprier » sorti le 22 mai pour Xbox 360, à un prix de 150 Marketplace points, soit environ 1,89 $. Annonçant cette extension, Ashley Cheng affirma « en gros,c'est les Goonies ». Mehrunes' Razor, une quête tournant autour d'un mage à la recherche d'un artefact daedrique connu comme le Rasoir de Mehrunes sorti le 14 juin. Il devint la plus chère extension téléchargeable, à 2,99 $ pour PC et 250 Marketplace points, soit 3,13 $, pour Xbox 360. Un reporter de 1UP.com profita de l'occasion pour souligner le prix grimpant d'acquisition d'une version « complète » d'Oblivion. Avec toutes les extensions incluses, il calcula que « ça fait plus de 80$ en jeu jusque là ». Prévoyant d'éventuels problèmes avec la sortie sur PS3, et la potentielle agglomération des extensions pour un prix moindre, il se demandait : « Est-ce que les joueurs de Xbox 360 et PC se sentent insignifiants ? ... Les microtransactions sont poisseuses ». Joystiq continua de commenter sur l'armure pour cheval dans leur note sur le lancement de la quête : « avec une telle arme, qui a besoin d'une armure pour cheval ? » Le 13 juillet est publié The Vile Lair, mettant en scène une crypte cachée appelée Deepscorn Hollow pour les joueurs mordus par le bug vampire d'Oblivion. Son prix pour PC fut aussi fixé à 1,89 $, et 150 Marketplace points pour Xbox 360, soit 1,88 $. Joystiq répond positivement à ces nouveaux prix : « Quelle affaire ! ... c'est bien de voir que les gens d’Oblivion ont appris leur leçon et n'offrent pas de contenu trop cher qui ne permette pas de voir la lumière du jour ». Le 31 août et publié Spell Tomes, ajoutant des livres avec « de merveilleux et puissants sortilèges » aux objets aléatoires portés par les PNJ, au prix de 1 $ pour Xbox 360 et PC. À partir du 22 décembre jusqu'à la fin de l'année, Bethesda offrit le paquet Mehrunes Razor gratuitement. Le dernier paquet additionnel d’Oblivion, intitulé Fighter's Stronghold, sorti le 15 octobre 2007. Il était gratuit en téléchargement la première semaine après sa sortie.